# باتي باين
باتي باين (بالإنجليزية: Patty Paine)‏ (17 مايو 1965)؛ كاتِبة وشاعرة أمريكية.